# (473027) 2015 HB64
(473027) 2015 HB64 es un asteroide perteneciente al cinturón de asteroides, descubierto el 9 de octubre de 2007 por el equipo del Mount Lemmon Survey desde el Observatorio del Monte Lemmon, Arizona, Estados Unidos.

## Designación y nombre
Designado provisionalmente como 2015 HB64.

## Características orbitales
2015 HB64 está situado a una distancia media del Sol de 2,807 ua, pudiendo alejarse hasta 2,978 ua y acercarse hasta 2,637 ua. Su excentricidad es 0,060 y la inclinación orbital 3,962 grados. Emplea 1718 días en completar una órbita alrededor del Sol.

## Características físicas
La magnitud absoluta de 2015 HB64 es 16,8.